# Junior Car Club 200 mile race
Junior Car Club 200 mile race (krajše JCC 200 miles) je bila dirka za Veliko nagrado, ki je med letoma 1926 in 1938 petkrat potekala na britanskih dirkališčih Brooklands in Donington Park. Večkrat pa je dirka potekala le v razredu Voiturette.

## Zmagovalci
| Leto | Zmagovalec       | Konstruktor | Dirkališče     | Poročilo |
| ---- | ---------------- | ----------- | -------------- | -------- |
| 1938 | John Wakefield   | ERA         | Brooklands     | Poročilo |
| 1937 | Arthur Dobson    | ERA         | Donington Park | Poročilo |
| 1936 | Richard Seaman   | Delage      | Donington Park | Poročilo |
| 1927 | Malcolm Campbell | Bugatti     | Brooklands     | Poročilo |
| 1926 | Henry Segrave    | Delage      | Brooklands     | Poročilo |